# Julie Mehretu
Julie Mehretu, född 1970 i Addis Abeba, är en bildkonstnär verksam i USA.
Mehretu har en etiopisk far och en amerikansk mor, och familjen flydde från Etiopien till USA 1977. Hon tog en bachelorexamen från Kalamazoo College, studerade vid University Cheik Anta Diop i Dakar, Senegal och tog 1997 en mastersexamen från Rhode Island School of Design.
Hennes verk har under 2007 bland annat ställts ut på Moderna museet i Sverige och Louisiana i Danmark.